# Rotducker

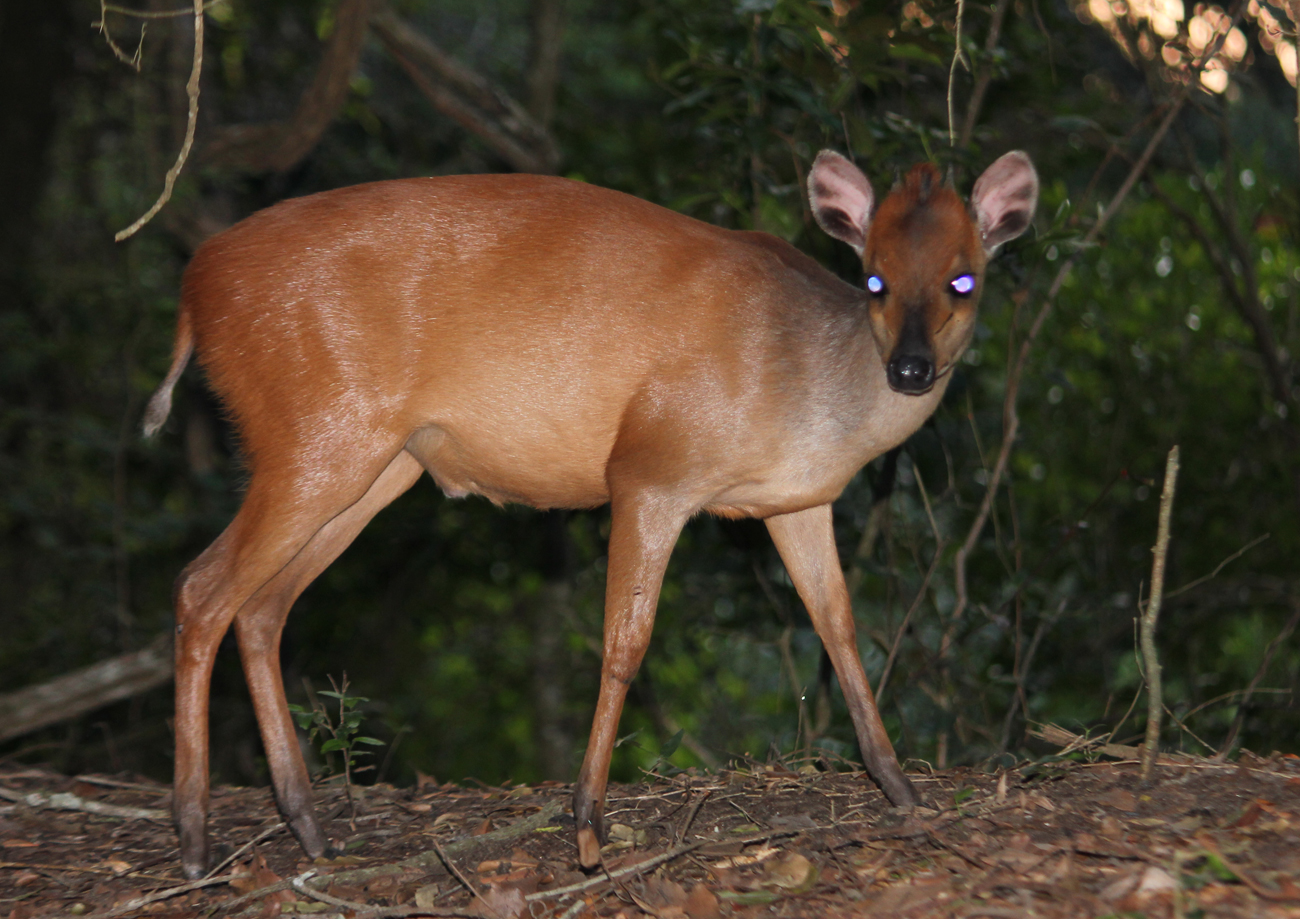
Rotduckermännchen

Der Rotducker (Cephalophorus natalensis, früher Cephalophus natalensis), auch Natal-Rotducker, ist eine kleine, untersetzte Antilope, die die immergrünen und Flussuferwälder an der Südostküste Afrikas vom südlichen Tansania, dem südöstlichen Malawi, Mosambik, Eswatini bis zum östlichen Südafrika (Mpumalanga und KwaZulu-Natal) bewohnt. Das Verbreitungsgebiet ist heute nicht mehr zusammenhängend, sondern durch Landwirtschaft, durch vom Menschen besiedelte Gebiete und den kommerziellen Holzeinschlag zerstückelt. Südlich von Durban war der Rotducker ausgestorben, wurde inzwischen aber wieder in einigen Gegenden neu angesiedelt. Die IUCN stuft den Rotducker als nicht gefährdet (least Concern) ein.

## Merkmale
Die zu den Duckern gehörende Antilope wird 12 bis 14 kg schwer und erreicht eine Länge von 75 bis 87 cm, bei einer Schwanzlänge von 9 bis 14 cm und eine Schulterhöhe von 43 cm. Sie trägt ein kräftiges, rotbraunes Haarkleid, das um Kinn und Kehle heller wird, der Nacken ausgewachsener Rotducker wird blaugrau. Beide Geschlechter haben kurze, gerade und nach hinten gerichtete Hörner, die bei den Männchen 7, bei den Weibchen 3,5 cm lang werden können. Die auffallenden, als schwarze Striche auf den Kopfseiten unterhalb der Augen sichtbaren Duftdrüsen werden 2 cm lang.

## Verhalten
Rotducker leben einzeln, als Paar oder als Weibchen mit Jungtier, manchmal auch in kleinen Gruppen von 3 bis 5 Tieren. Heranwachsende Rotducker wandern weit herum. Ausgewachsene Rotducker gehen sich zeitweise aus dem Weg. Die Reviere werden durch Reiben der Duftdrüsen an Ästen, Zweigen und Baumstämmen markiert. Fremde Rotducker, die in das Territorium eingedrungen sind, werden mit großer Geschwindigkeit verjagt. Bekannte Tiere begrüßen sich, indem sie ihre Augendrüsen gegeneinander reiben. Rotducker haben gemeinsame Kotplätze.
Sie fressen am Morgen und am späten Nachmittag, in stark vom Menschen beeinflussten Gegenden sind sie allerdings ausschließlich nachtaktiv. Den Tag verbringen sie mit Wiederkäuen und gehen zwischendurch nur kurz auf Nahrungssuche. Sie fressen Blätter, Früchte und Blüten, Gras nur selten. Sie begleiten auch oft Affengruppen und verzehren die Früchte und Fruchtreste, die diese fallen ließen. Am frühen Morgen oder Abend suchen sie auch Gärten in Waldrandnähe auf, um Nahrung zu suchen. Die Nacht verbringen sie versteckt in dichter Vegetation.
Sie vermehren sich das ganze Jahr über. Nach einer Tragzeit von etwa 210 Tagen wird ein einzelnes Junges geboren, das bei der Geburt etwa ein Kilogramm wiegt. Zwischen den einzelnen Geburten liegen etwa 235 Tage.